# Geosmithia viridis
Geosmithia viridis är en svampart som beskrevs av Pitt & A.D. Hocking 1985. Geosmithia viridis ingår i släktet Geosmithia, ordningen köttkärnsvampar, klassen Sordariomycetes, divisionen sporsäcksvampar och riket svampar.   Inga underarter finns listade i Catalogue of Life.